# نيك كالمار
نيك كالمار (بالإنجليزية: Nick Kalmar)‏ هو لاعب كرة قدم أسترالي في مركز الوسط، ولد في 15 أكتوبر 1987 في ملبورن في أستراليا. لعب مع نادي ملبورن سيتي ووسترن سيدني واندررز.